# 7 cm Gebirgsgeschütz M99
Le  canon de 7 cm Gebirgsgeschütz M99 était un canon de montagne utilisé par l'Autriche-Hongrie durant la Première Guerre mondiale. Il était obsolète dès son introduction car il avait un canon en bronze ainsi que d'autres caractéristiques handicapantes. L'angle de tir élevé exigé par les canons de montagne a grandement compliqué le système de recul de ce canon car la culasse pourrait reculer et percuter le sol. Quelques années plus tard de nouveaux systèmes satisfaisants seront élaborés. Ce canon devait être démonté en trois charges pour le transport.